# Lucius Vettius
Lucius Vettius (* wohl in Picenum; † 59 v. Chr. in Rom) war ein römischer Ritter und berüchtigter Denunziant (delator) im 1. Jahrhundert v. Chr. Zunächst in Diensten Ciceros, denunzierte Vettius 59 v. Chr. während der sogenannten „Vettius-Affäre“ etliche Feinde Caesars, denen er vorwarf, in einen Mordkomplott gegen Pompeius verwickelt zu sein.

## Jugend und erste Denunziationen
Vettius stammte wohl aus Picenum und diente in jungen Jahren als Offizier im Bundesgenossenkrieg unter Gnaeus Pompeius Strabo. 89 v. Chr. stand er in dieser Tätigkeit mit Strabos Armee vor Asculum, vermutlich gemeinsam mit Lucius Sergius Catilina, Marcus Tullius Cicero und Gnaeus Pompeius Magnus. Später scheint er ein Günstling Sullas gewesen zu sein, bei dessen Proskriptionen er sich bereicherte.
Vettius war zunächst Anhänger Catilinas, der im Jahr 66 v. Chr. für die erste Catilinarische Verschwörung verantwortlich gewesen war. Im Jahr 64 v. Chr. schloss Vettius sich Catilina an, als oder nachdem dieser jedoch 63 v. Chr. erneut zu putschen versuchte, wechselte er die Seiten und schloss sich Cicero an, für den er als index, als „Angeber“ oder „Anzeiger“ tätig war, vermutlich gegen Bezahlung. In dieser Tätigkeit denunzierte er etliche der Mitverschwörer Catilinas und schließlich Anfang 62 v. Chr. auch den damaligen Praetor Gaius Iulius Caesar. Er wurde hierbei unterstützt vom Quästor Novius Niger, der die Anzeige des Vettius annahm, und von Quintus Curius, der gleichzeitig im Senat Anzeige gegen Caesar erstattete. Vettius kündigte sogar an, einen Brief Caesars an Catilina als Beweismittel beizubringen. Caesar ließ daraufhin seine Beziehungen zu Cicero spielen, der seine Unschuld bezeugte. Daraufhin wurde die Habe des Vettius verpfändet, er selbst wurde vom Volk verprügelt und schließlich eingesperrt.

## Die Vettius-Affäre
Vettius taucht erst Mitte Juli 59 v. Chr. wieder in der Überlieferung auf, diesmal als Denunziant in Diensten Caesars, der in diesem Jahr das Konsulat bekleidete. Vettius zeigte eine offensichtlich fingierte Mordverschwörung gegen Pompeius an, womit die sogenannte Vettius-Affäre ihren Ausgang nahm. Die ganze Aktion war darauf ausgelegt, die Gegner Caesars und der Triumvirn zu verurteilen bzw. einzuschüchtern. Vettius nahm dazu Verbindung mit Gaius Scribonius Curio auf, einem jungen Adligen, der sich öffentlich gegen Caesar und Pompeius engagiert hatte. Vettius teilte ihm mit, dass er ein Attentat gegen Pompeius plane, und bat um seine Unterstützung. Anscheinend sollte Vettius bei der Ausführung der Tat gefasst werden und Curio daraufhin verraten. Curio jedoch wandte sich an seinen Vater Gaius Scribonius Curio, der das fingierte Mordkomplott direkt an Pompeius weitergab.
Daraufhin wurde Vettius vor den Senat gebracht. Zunächst erklärte er, nie mit Curio verkehrt zu haben, was ihm jedoch nicht abgenommen wurde. Nachdem ihm das Leben zugestanden worden war, breitete er seine Geschichte über eine Verschwörung zur Tötung des Pompeius aus, deren Zentrum der junge Curio gewesen sei. Die Verschwörer hätten ihn, Vettius, mit dem Mord an Pompeius beauftragt. Er denunzierte diverse Adlige, darunter Lucius Lentulus, Gaius Fannius und Quintus Caepio Brutus (offizieller Name des späteren Caesarmörders Marcus Iunius Brutus). Ungeschickterweise beschuldigte er auch Marcus Calpurnius Bibulus, der gemeinsam mit Caesar Konsul war und Vettius angeblich sogar einen Dolch zugesandt haben sollte. Bibulus jedoch hatte bereits früher ein Attentat gegen Pompeius aufgedeckt, was seine Beteiligung an einer derartigen Verschwörung absurd erscheinen ließ. Ein weiterer Fehler war die Denunziation des Lucius Aemilius Lepidus Paullus, der sich in der Zeit der angeblichen Verschwörung als Quaestor in Macedonien aufhielt und daher gar nicht daran teilgenommen haben konnte. Am Ende der Anhörung wurde Vettius zunächst wegen unberechtigten Waffentragens inhaftiert.
Trotz dieser Fehler gab Caesar die Sache nicht auf, sondern ließ Vettius am nächsten Tag vor das Volk führen, wo er seine Anschuldigungen wiederholen sollte. Hier verstrickte sich Vettius aber in noch mehr Widersprüche, indem er weitere, vorher nicht genannte angebliche Verschwörer zu seiner Geschichte hinzufügte: der ältere Curio sowie Lucius Domitius Ahenobarbus sollten ebenfalls an der Verschwörung teilgenommen haben; außerdem Lucius Licinius Lucullus, Marcus Iuventius Laterenis und Gaius Calpurnius Piso Frugi, der Schwiegersohn Ciceros, der damit ebenfalls eingeschüchtert werden sollte. Brutus ließ er diesmal weg, man argwöhnte, dass das Verhältnis der Mutter des Brutus, Servilia Caepionis, mit Caesar hier eine Rolle spielte. Vettius wurde, nachdem er sich so noch unglaubwürdiger gemacht hatte, wieder eingesperrt. Publius Vatinius, ein Getreuer Caesars, brachte den Vorschlag ein, die angeblichen Verschwörer durch einen Gerichtshof verurteilen und Vettius belohnen zu lassen.
Lucius Vettius wurde jedoch schon einige Tage später im Gefängnis ermordet. Offiziell hatte er Selbstmord begangen, die Öffentlichkeit vermutete jedoch die Anstifter der Affäre und vor allem Caesar hinter dem Tod des Vettius. Obwohl die eigentliche Intention Caesars, nämlich seine Gegner verurteilen zu lassen, scheiterte, erreichte er doch einiges: Lentulus, der für das Jahr 58 v. Chr. als Konsul kandidieren wollte und gute Chancen hatte, wurde durch die Affäre diskreditiert und nicht gewählt. Andere wurden derart eingeschüchtert, dass sie fortan nicht mehr gegen Caesar auftraten. Auch sein Ziel, Pompeius wieder mehr für sich zu gewinnen, hatte Caesar erreicht. Die Beurteilung des opportunistischen und offenbar noch zusätzlich ungeschickten Vettius fällt in Quellen und Forschung recht einhellig aus: Als perditum hominem, „verdorbenen Menschen“, bezeichnete ihn Cicero; noch bei dem Althistoriker Eduard Meyer war er „ein ganz unsauberer Denunziant“ und „offenbar ein ganz verlumpter Gesell“.